# Diamonds and Coal
Diamonds and Coal è un album dei Man, pubblicato dalla Point records nel novembre 2006. Il disco fu registrato tra la fine della primavera e l'inizio dell'estate del 2006 al King Studios di Swansea (Galles).

## Tracce
1. Diamonds and Coal – 8:10 (Josh Ace, Martin Ace)
2. All Alone – 5:22 (Bob Richards, George Jones, Martin Ace)
3. Freedom Fries – 7:31 (Martin Ace)
4. Twistin' the Knife – 3:26 (George Jones, Vivian Valvesound Small)
5. Man of Misery – 6:19 (George Jones, Martin Ace)
6. Welsh Girl – 4:06 (Martin Ace)
7. Thank God It's Not Miss Cathy – 5:12 (Martin Ace)
8. Teddy Boys Picnic – 2:10 (Bob Richards, Martin Ace)
9. When You've Got Someone to Hold – 7:12 (George Jones, Martin Ace)

## Musicisti
- George Jones - chitarra
- George Jones - voce (brani: 2 e 4)
- Josh Ace - chitarra
- Josh Ace - voce (brani: 1 e 5)
- Gareth Thorrington - organo, sintetizzatore
- Martin Ace - basso
- Martin Ace - voce (brani: 1, 3, 6, 7, 8 e 9)
- Bob Richards - batteria, percussioni, accompagnamento vocale
- Aled Richards - percussioni aggiunte